# Bactris cuspidata
Bactris cuspidata är en enhjärtbladig växtart som beskrevs av Carl Friedrich Philipp von Martius. Bactris cuspidata ingår i släktet Bactris och familjen Arecaceae. Inga underarter finns listade i Catalogue of Life.